# Choerades gilvus
Choerades gilvus är en tvåvingeart som först beskrevs av Carl von Linné 1758.  Choerades gilvus ingår i släktet Choerades, och familjen rovflugor. Arten är reproducerande i Sverige.